# بوهارون
بلدية بوهارون من أقدم البلديات الموجودة في ولاية تيبازة، بحيث تقع بلدية بوهارون شرق ولاية تيبازة
والمشهورة بمناظرها المبهرة، بحيث اختلطت خضرة الغابات بزرقة مياه بحرها العذب الذي يجود،
علينا بمختلف أنواع الأسماك، والمعروفة كذلك بمينائها القديم التي جرت فيه عدة ترميمات
وتهيئة للمرفأ التي توجد به عدة مطاعم والتي بدورها تقدم أحسن خدمة للزبائن
المشتهين للسمك الطازج الذين يتوافدون عليه من جميع أنحاء الوطن
ونجد في بلدية بوهارون التابعة لدائرة بواسماعيل ان سكانها من المزاولين لمهنة
الصيد والمحافظين على هته المهنة أبا عن جد بدون إهمال لمصادر الرزق الأخرى كالفلاحة وغيرها
من الصناعات التقليدية واليدوية
ومن الملاحظ للزائر العابر لبلدية بوهارون وجود الأسماك بشتى الأنواع التي تباع على حافة
الطريق والتي بدورها تجذب اهتمام الزوار العابرين للطريق الوطني رقم 11 كما يغلب على
أهل بلدية بوهارون سمة الطيبة والترحاب بالزوار كما لا ننسى شاطئ سعيدية الموجود غرب
البلدية وكما خصصت البلدية مكان اخضر للعائلات فوق هذا الشاطئ
وكما نلاحظ ان سكانها في ذلك المكان يأتون ويمارسون لعبة الكرة الحديدية المشهورة
وكما يوجد بها مركز الراحة للمجاهدين المطل على البحر
وتحد بلدية بوهارون من الشرق بلدية خميستي ميناء ومن الغرب بلدية عين تقورايت .